# Ала (Тренто)
Ала (итал. Ala) је насеље у Италији у округу Тренто, региону Трентино-Јужни Тирол.
Према процени из 2011. у насељу је живело 5331 становника. Насеље се налази на надморској висини од 171 м.

## Становништво
Према резултатима пописа становништва 2011. у општини је живело 8.887 становника.
| 1931. | 1936. | 1951. | 1961. | 1971. | 1981. | 1991. | 2001. | 2011. |
| ----- | ----- | ----- | ----- | ----- | ----- | ----- | ----- | ----- |
| 6.438 | 6.171 | 6.751 | 6.535 | 6.661 | 6.682 | 6.672 | 7.348 | 8.887 |